# Günter Clauß

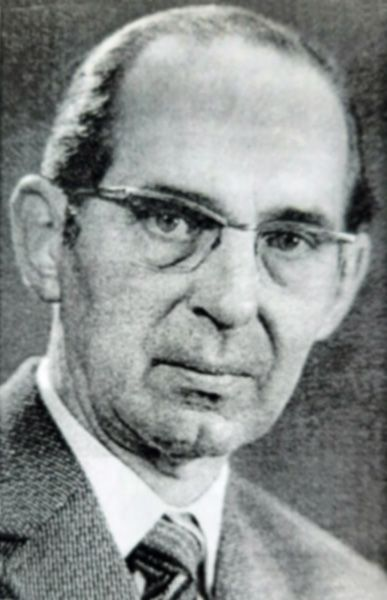
Günter Clauß (1983)

Günter Clauß (* 31. März 1924 in Chemnitz; † 22. Juli 1994 in Leipzig) war ein deutscher Psychologe und Erziehungswissenschaftler.

## Leben
Günter Clauß war der Sohn des Volksschullehrers Walter Clauß und seiner Ehefrau Marianne. Er besuchte in Chemnitz von 1930 bis 1934 die Volksschule und von 1934 bis 1942 die Oberrealschule für Jungen, die er mit dem Abitur abschloss. Unmittelbar nach dem Abitur wurde er für sechs Monate zum Reichsarbeitsdienst verpflichtet, bevor er am 1. Oktober 1942 zur Wehrmacht eingezogen wurde. Er war als Gefreiter im Mittelabschnitt der Ostfront in der schweren Artillerie-Abteilung 843 eingesetzt. Im Juli 1944 kam er in sowjetische Kriegsgefangenschaft. Hier trat er im Gefangenenlager Rjasan am 1. August 1944 ins Nationalkomitee Freies Deutschland (NKFD) ein.
Nach seiner Entlassung im August 1945 nahm er im Oktober 1945 an der Chemnitzer Otto-Rötzscher-Schule die Tätigkeit als Neulehrer auf. Im Wintersemester 1947 begann er das Studium der „Psychologie und Methodik der Grundschule“ an der Pädagogischen Fakultät der Universität Leipzig, während dessen er im Dezember 1950 die Prüfung für das Lehramt ablegte und das er im Dezember 1951 mit dem Diplom in Psychologie abschloss.
Bereits ab 1. Januar 1951 arbeitete er als wissenschaftlicher Assistent und ab 1957 als Wissenschaftlicher Oberassistent am Institut für Psychologie und jeweils als Lehrbeauftragter für Grundfragen der Pädagogischen Psychologie, bis er am 1. Mai 1962 zum Hochschuldozenten für Psychologie berufen wurde. 1954 war er mit der Arbeit „Über didaktische Sprachgestaltung, unter besonderer Berücksichtigung des Lehrervortrages“ zum Dr. phil. promoviert worden und hatte sich 1961 mit dem Thema „Zur Psychologie der Einstellungsbildung im pädagogischen Feld“ habilitiert.
Bereits am 1. Juni 1950 war er Kandidat der SED geworden, ließ sich aber unter dem Eindruck der Ereignisse des 17. Juni 1953 von der Kandidatenliste streichen und auch in längeren Auseinandersetzungen in der Parteigruppe nicht umstimmen. Er blieb der DDR verbunden, strebte aber mehr Toleranz, Offenheit und wirkliche Demokratie an. Er war einer der wenigen parteilosen Hochschullehrer der DDR.
Am 1. September 1964 wurde Günter Clauß als Professor mit Lehrauftrag für Pädagogische Psychologie an der Karl-Marx-Universität Leipzig berufen. Fünf Jahre später erfolgte die Berufung zum ordentlichen Professor. „Günter Clauß war ein exzellenter Hochschullehrer. Seine Vorlesungen waren Meisterstücke didaktischen und rhetorischen Könnens, zeichneten sich durch Klarheit der Gedankenführung und Sprache ebenso aus wie durch Orientierung an Fakten und exakten Methoden.“ Seine Forschungsgebiete waren die Pädagogische Psychologie, die Entwicklungspsychologie und die Lernpsychologie.
Seit Ende der 1960er Jahre beschäftigten er und seine Forschungsgruppe sich mit der „Programmierung von Lehr- und Lernprozessen“ und deren Einsatz im Schul- wie im Hochschulbereich und gaben entsprechende Literatur dazu heraus.
Günter Clauß war neben seiner Hochschultätigkeit in zahlreichen Gremien wirksam. Von 1962 bis 1990 war er Mitglied der Gesellschaft für Psychologie der DDR, ab 1968 in deren Vorstand und ab 1963 als Vorsitzender von deren Sektion Pädagogische Psychologie tätig. Er war Mitglied der Sektion Psychologie bei der Akademie der Wissenschaften der DDR. Er war ab 1963 Korrespondierendes Mitglied des wissenschaftlichen Beirats des Ministeriums für Volksbildung der DDR und ab 1969 Mitglied des wissenschaftlich-methodischen Rates für Programmierung im Unterrichts- und Bildungswesen der DDR beim Ministerium für das Hoch- und Fachschulwesen der DDR. Von 1961 bis 1982 war er Mitherausgeber der Zeitschrift „Probleme und Ergebnisse der Psychologie“.

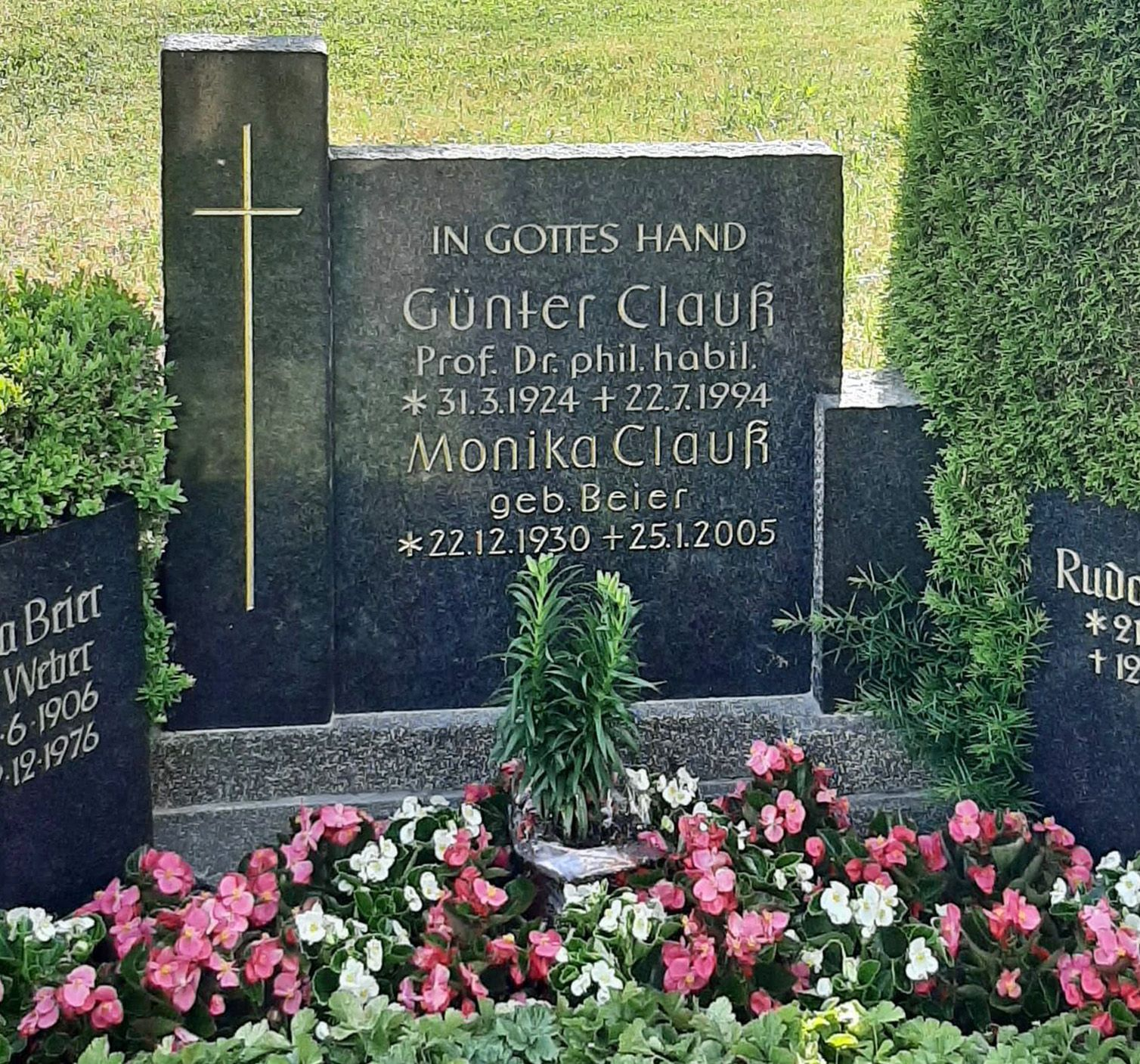
Sein Grab (2023)

Am 1. September 1989 wurde Günter Clauß aus Altersgründen emeritiert. Auf Grund seiner politischen Unbescholtenheit erteilte ihm im Mai 1992 das Sächsische Staatsministerium für Wissenschaft und Kunst den Auftrag zur Wahrnehmung eines Professorenamtes neuen Rechts. Trotz angeschlagenen Gesundheitszustandes beteiligte er sich aktiv am demokratischen Erneuerungsprozess der Universität Leipzig.
Günter Clauß verstarb am 22. Juli 1994. Er wurde auf dem Friedhof in Schönbach, dem Geburtsort seiner Ehefrau, beigesetzt.

## Auszeichnungen
- 1959 und 1976: Ehrennadel der Karl-Marx-Universität Leipzig;
- 1964: Pestalozzi-Medaille in Bronze, 1968 in Silber, 1976 in Gold
- 1966 und 1970: Medaille für ausgezeichnete Leistungen;
- 1973: Ehrenurkunde der Karl-Marx-Universität Leipzig;
- 1984: Humboldt-Medaille in Silber

## Schriften (Auswahl)
Bücher
- Günter Clauß: Fachlexikon abc Psychologie. Verlag Harri Deutsch, Thun und Frankfurt am Main, 5. Auflage 1995, ISBN 978-3-8171-1413-9 (war bis 4. Auflage Wörterbuch der Psychologie).
- Günter Clauß: Grundlagen der Statistik für Soziologen, Pädagogen, Psychologen und Mediziner.  Haan-Gruiten : Verlag Europa-Lehrmittel Nourney, Vollmer GmbH & Co. KG, 2017, 7. Auflage, ISBN 978-3-8085-5543-9.
- Günter Clauß, Hans Hiebsch, Hans Böttcher: Kinderpsychologie. Berlin: Verlag Volk und Wissen, 1958, 1960, 1961 und 1962.
- Günter Clauß, Hanns Conrad, Wolfram Knöchel, Heinz Lohse: Einführung in die Programmierung von Lehr- und Lernprozessen: eine Anleitung für Lehrende an Hoch- und Fachschulen. Berlin: VEB Deutscher Verlag der Wissenschaften, 1974.
- Günter Clauß:	Die sprachliche Gestaltung des Unterrichts. Berlin : Verl. Volk u. Wissen, 1959.

Publikationen in Periodika
- Günter Clauß, Hans Hiebsch: Kinderpsychologie – zwischen zwei Welten? In: Pädagogik 1959 (14) H. 8, S. 677–688.
- Günter Clauß: Zur Handlungsanalyse durch Algorithmen und ihre Anwendung im Unterricht. In:  Pädagogik 1965 (20) H. 4, S. 369–378
- Günter Clauß: Zur Anwendung der Informationstheorie auf lernpsychologische Probleme. In: Pädagogik 1965 (20) Heft 1, S. 60–71.
- Günter Clauß: Zur Psychologie der Denkerziehung im Unterricht. In: Pädagogik 1978 (33) Heft 11, S. 921–930.
- Günter Clauß: Besonderheiten des Lernens bei Schülern mit unterschiedlichen kognitiven Stilen. In: Probleme und Ergebnisse der Psychologie Nr. 68/1979, S. 47–58.